# Bulthaarmos
Bulthaarmos (Polytrichum uliginosum) is een soort uit het geslacht haarmos (Polytrichum).
Bulthaarmos wordt sinds 2000 als een aparte soort erkend, voordien werd het als een groot uitgevallen variëteit van gewoon haarmos beschouwd. Het is een soort van venige moerassen en broekbossen.

## Etymologie en naamgeving
- Synoniem: Polytrichastrum commune var. uliginosum Wallr.

De botanische naam Polytrichum is afkomstig uit het Oudgriekse πολύς, polus, (veel), en θρίξ, thrix (haar), naar het dicht behaarde sporogoon.
De soortaanduiding uliginosum komt uit het Latijn en betekent 'van het moeras'.

## Kenmerken
Bulthaarmos vormt grote, bultvormige kussens die bij ouderdom openvallen. De stengels zijn tot meer dan 25 cm lang, rechtopstaand en onvertakt. De stengelbladen zijn lijn-lancetvormig, eindigend op een scherpe tand, grasgroen, aan de basis lichter gekleurd en schedevormend. De bladschijf is aan de bovenzijde bedekt met overlappende lamellen en daardoor ondoorzichtig. De bladrand is twee tot drie cellen breed en scherp gezaagd. Bij vochtig weer staan de blaadjes alzijdig afstaand, bij droogte plooien ze zich opwaarts rond de stengel.
Bulthaarmos is een tweehuizige plant. De mannelijke planten ontwikkelen een stervormig perigonium.
De sporofyt bestaat uit een sporenkapsel of sporogoon op een 5 tot 9 cm lange kapselsteel. De sporogonen zijn blok- of tonvormig, met vier overlangse ribben, en gaan bij rijpheid knikken. Anders dan bij fraai haarmos (P. formosum) is er op de overgang tussen steel en sporenkapsel een afgescheiden schijfje te zien. Jonge sporenkapsels worden bedekt door een puntig, lichtgeel tot lichtbruin behaard huikje.

## Taxonomie
Bulthaarmos werd traditioneel als een variëteit van gewoon haarmos beschouwd (P. commune var. uliginosum), doch uit DNA-onderzoek van Bijlsma et al. (2000) blijkt dat er voldoende genetisch verschil is om het als aparte soorten te beschouwen.

## Ecologie
Bulthaarmos groeit voornamelijk op beschaduwde plaatsen in laag- en hoogveengebieden en in broekbossen.

## Verspreiding
Over de verspreiding van deze nieuw onderscheiden soort is onvoldoende bekend.
... · P. alpinum (berghaarmos) · P. commune (gewoon haarmos) · P. commune for. fastigiatum (gewoon haarmos vertakt) · P. commune var. humile (doorgroeid haarmos) · P. commune var. perigoniale (gedeukt haarmos) · P. formosum (fraai haarmos) · P. formosum for. fastigiatum (fraai haarmos vertakt) · P. juniperinum (echt zandhaarmos) · P. juniperinum var. affine (veenhaarmos) · P. longisetum (gerand haarmos) · P. piliferum (ruig haarmos) · P. uliginosum (bulthaarmos) · ...